# Таксіарх
Таксіарх (грец. ταξίαρχος або ταξιάρχης), використовується в грецькій мові для позначення «бригадира». Термін походить від taxis, «порядок», у військовому контексті «упорядковане формування». Своєю чергою, це звання дало початок грецькому терміну «бригада» – таксіархія. У грецькій православній церкві цей термін також застосовується до архангелів Михайла і Гаврила як ватажків небесного воїнства, на честь яких названо кілька населених пунктів у Греції.